# Nachhaltigkeitswissenschaft
Nachhaltigkeitswissenschaft (englisch sustainability science) ist eine 2001 eingeführte akademische Disziplin, die sich mit der Theorie, Erforschung und Umsetzung von Nachhaltigkeit, nachhaltiger Entwicklung und Nachhaltigkeitsstrategien auf lokaler, regionaler, nationaler und globaler Ebene und in Praxisfeldern (betriebliches Nachhaltigkeitsmanagement, Bildung etc.) beschäftigt.  Es handelt sich hierbei nicht um eine klassische Disziplin mit eigenen Theorien und Methoden, sondern um ein Konglomerat unterschiedlicher Disziplinen, die auf ein gemeinsames Thema ausgerichtet sind.

## Internationale Anerkennung
Die Sustainability Science wurde im Jahr 2001 offiziell auf dem Kongress Challenges of a Changing Earth in Amsterdam durch den International Council for Science (ICSU), das International Geosphere-Biosphere Programme (IGBP), das International Human Dimensions Programme on Global Environmental Change (IHDP) und das World Climate Research Programme (WCRP) eingeführt. Der deutschsprachige Terminus der Nachhaltigkeitswissenschaft ist auf eine Übertragung aus dem Englischen zurückzuführen.

## Eckpunkte der Nachhaltigkeitswissenschaft
Aufgrund der bisherigen Diskussionen lässt sich folgender Grundkonsens über Wissenschaft und Nachhaltigkeit und über die Nachhaltigkeitswissenschaft festmachen:
1. Bei der Nachhaltigkeitswissenschaft handelt es sich um eine teilweise normative Wissenschaft. Ein Ziel ist die wissenschaftliche Fundierung nachhaltiger Praxis und Handelns gemäß der auf dem Rio-Gipfel 1992 beschlossenen Agenda 21 (Agenda 21 : Kap.35.3a). Sofern es dabei um Ziele, Werte, Normen und ihre Abwägung untereinander geht (etwa: Generationengerechtigkeit versus wirtschaftliche Freiheit der heute Lebenden), so ist dies eine normative Frage. Wird dagegen beispielsweise nach Instrumenten zur Umsetzung dieser „abgewogenen“ Ziele oder nach Ursachen fehlender Nachhaltigkeit gefragt, so ist dies deskriptive Wissenschaft.[3]
2. Nachhaltigkeitswissenschaft ist multi- und transdisziplinär ausgerichtet. Nachhaltige Entwicklung übersteigt bei weitem das Potential einer einzelnen wissenschaftlichen Disziplin.
3. Nachhaltigkeitswissenschaft ist primär praktisch ausgerichtet. Ziel ist die Lösung existenzieller Probleme der Weltgesellschaft und des Lebenssystems Erde. In der Praxis geht es um das Management von Nachhaltigkeit und transformativer Nachhaltigkeit in diversen Handlungsfeldern (z. B. Energie, Ernährung etc.).
4. Nachhaltigkeitswissenschaft gründet auf der Verantwortung der Wissenschaft und des einzelnen Wissenschaftlers gegenüber zukünftiger Generationen und dem Lebenssystem Erde.

Frühe Beispiele (1995 ff.) für die Nachhaltigkeitswissenschaft ist die Studie Zukunftsfähiges Deutschland und für die Angewandte Nachhaltigkeitswissenschaft das Altmühltal-Projekt der Katholischen Universität Eichstätt-Ingolstadt zur Implementierung der Agenda 21 (im Zeitraum 1994–1999), die erste Versuche darstellten, nachhaltige Entwicklung wissenschaftlich-normativ zu fundieren und in die Praxis umzusetzen. Aufgrund des Fehlens eines geeigneten wissenschaftlichen Begründungszusammenhangs, wie ihn die Nachhaltigkeitswissenschaft heutzutage bereitstellen könnte, hat es hier nach der Veröffentlichung der Studie und in der Praxis erhebliche Legitimationsprobleme gegeben.
Die zentrale internationale Plattform über die Entwicklung der Nachhaltigkeitswissenschaft war das International Network on Science and Technology for Sustainability an der Harvard University, wo sich Nachhaltigkeitswissenschaftler aus aller Welt zusammengeschlossen hatten und die Netzwerkprojekte die Vielfalt der wissenschaftlichen Nachhaltigkeitsforschung aufzeigten.
Die nationale Plattform in Deutschland ist die Initiative „Forschung für Nachhaltige Entwicklungen“ (FONA) des Bundesministerium für Bildung und Forschung (BMBF), die Akteure und Forschungsaktivitäten im Bereich Forschung für Nachhaltigkeit zusammenführt.

## Zweck der Etablierung der Disziplin an Universitäten
Die Entstehung der Nachhaltigkeitswissenschaft ist nur vor dem Hintergrund zu verstehen, dass Wissenschaftler verschiedener Disziplinen (z. B. Klimaforscher, Ökologen, Geoökologen, Biologen, Geographen, Sozial- und Politikwissenschaftler, Physiker, Humanökologen etc.), die sich mit Global Change und Nachhaltigkeitsforschung wissenschaftlich beschäftigen, heute quasi „immer“ gezwungen sind, Aussagen außerhalb ihrer angestammten Fachgrenzen zu treffen. So übertritt z. B. ein Klimaforscher bereits mit einer Aussage über Reduktionsziele oder Klimaschutzpolitik seinen wissenschaftsmethodisch abgesicherten Bereich. Dies liegt daran, dass sich Reduktionsziele nicht allein aus naturwissenschaftlich-beschreibenden Modellen gewinnen lassen. Stets muss an irgendeiner Stelle der Analyse eine zu erreichende Zielgröße oder eine nicht zu verletzende Randbedingung bestimmt werden. Diese Festlegung selbst ist jedoch nicht mit naturwissenschaftlichen Mitteln möglich, sondern ist eine normative Festlegung außerhalb des Kompetenzbereichs jeder empirischen Wissenschaft. Es ist jedoch aus wissenschaftstheoretischer Sicht problemlos möglich, entsprechende Zielgrößen und Randbedingungen hypothetisch der Aussage über Reduktionsziele zu Grunde zu legen. Die Entstehung einer dezidierten Nachhaltigkeitswissenschaft kann als Ausdruck der Einsicht gesehen werden, dass solche „Grenzüberschreitungen“ methodisch abgesichert werden müssen und können.
Ortwin Renn plädierte 2022, die Nachhaltigkeitsforschung müsse die drei Wissenschaftsmodi der analytischen (neugiergetriebenen), strategischen (missionsgetriebenen) und katalytischen (entscheidungsunterstützenden) Forschung miteinander verbinden, sowie die Überführung in legitimierte Handlungen und ihre messbare Wirksamkeit sicherstellen.

## Nachhaltigkeitswissenschaft und soziale Verantwortungsverhältnisse
Ins allgemeinere wissenschaftliche Denken gelangte die Nachhaltigkeitsidee erstmals 1992 auf der Konferenz der Vereinten Nationen über Umwelt und Entwicklung. In Kapitel 35 der dort beschlossenen Agenda 21 wurde die Rolle der Wissenschaft im Dienst einer nachhaltigen Entwicklung skizziert.
Fast jedes der 40 Kapitel der Agenda 21 betont, wie wichtig die Wissenschaft für eine erfolgreiche global-nachhaltige Entwicklung ist. Nachhaltige Entwicklung wird, so kann hieraus gefolgert werden, ohne Unterstützung durch die Wissenschaft nicht oder nur bedingt möglich. Nachhaltigkeitswissenschaft in diesem Sinn ist ein interdisziplinärer Ansatz, um nachhaltige Entwicklung zu ermöglichen, zu objektivieren und Handlungsoptionen anhand von sachlichen Kriterien aufzuzeigen.
Ein wichtiger Ansatz ist dabei die „reflexive Responsibilisierung“. Sie ermittelt, wie Akteure aus Politik, Wissenschaft, Wirtschaft und Gesellschaft Verantwortung für nachhaltige Entwicklung zuweisen und übernehmen. Um die soziologische Einbettung des Konzepts besser zu verstehen, bietet sich ein Blick auf die Debatten vergangener Jahre an. Zwei Debattenstränge mit nichttrivialen wechselseitigen Bezügen lassen sich dabei beobachten:
- In dem einen Strang wird eine grundlegende Transformation gesellschaftlicher Ordnung unter den Vorzeichen „großer gesellschaftlicher Herausforderungen“ (Wissenschaftsrat 2015)[9], des Übergangs in ein „Anthropozän“ (Crutzen 2002)[10] oder „Großer Transformationen“ (WBGU 2011)[11] adressiert oder gar eingefordert.
- Die andere Debattenlinie erörtert die Umordnung gesellschaftlicher Verantwortungsverhältnisse, die unter solchen Stichworten wie „Responsible Research and Innovation“ (Owen et al. 2013)[12], „Corporate Social Responsibility“ oder auch „transformative Wissenschaft“ (Schneidewind und Singer-Brodowski 2014)[13] in die Debatten Eingang finden. Deren Umsetzung wird zeitgleich, mit Strukturtransformationen einhergehend, erwartet.[8]

Typischerweise bleiben Verantwortungsverhältnisse in letzterer Debattenlinie implizit; das heißt, sie stecken „enthalten seiend“ mit drin. Gemäß den Soziologen Alfred Schütz und Thomas Luckmann gilt in allen menschlichen Gesellschaften eine Grundannahme: „Diese lautet, daß Menschen manches tun und anderes lassen können; mehr noch, daß sie manches entweder tun oder lassen können.“ (Schütz und Luckmann: 2003, S. 453; Hervorhebung im Original). Dies ist die Grundvoraussetzung für die Zuschreibung von Verantwortung, welche bei Schütz und Luckmann durch ein spezifisches Verständnis von Arbeit noch weiterentwickelt wird. Danach gilt: „Der Handelnde arbeitet, wenn er etwas Bestimmtes in der Umwelt bewirken will.“ Denn: „Arbeit [ist] vom Entwurf her zu verstehen.“ (Schütz und Luckmann: 2003, S. 463). Arbeit in diesem Verständnis stellt die Grundkategorie der sozialen Zurechnung von Verantwortung dar. Dabei geschieht die Regelung von Verantwortlichkeiten typischerweise implizit. Vor diesem Hintergrund muss die Explikation als eine Problemanzeige der Verschiebung von Verantwortungsverhältnissen gelesen werden. In den politisch-öffentlichen Debatten vollzieht sich die Neukonfiguration von Zurechnungsmöglichkeiten von Verantwortung. Damit einhergehend, werden zumeist als Entlastungsoptionen drei besonders betont: die Entlastung durch Technologie, die Entlastung durch Gemeinschaft sowie schließlich die Entlastung durch Institutionen.

Verantwortungsverhältnisse stellen besondere normative Ordnungen dar. In ihnen wird geregelt, welche Verantwortungszumutungen bestehen, wer sie wem gegenüber ausüben darf und mit welchen Sanktionen die Nicht-Einhaltung verknüpft ist. Typischerweise stellen Verantwortungsverhältnisse stabile Ordnungen dar. Die Artikulation von Ansprüchen an eine Veränderung, gar Transformation gesellschaftlicher Ordnungen unter dem Eindruck eines Lebens im Anthropozän betrifft auch und gerade Verantwortungsverhältnisse. Deren Stabilität, Reichweite und Prozessqualität geraten dabei in Fluss. Wie können solcherart Umordnungsprozesse von Verantwortungsverhältnissen beschrieben und in ihrer Prozesslogik verstanden werden? Die Vermutung ist, dass hier die „Umordnungsarbeit“ auf ganz unterschiedlichen Ebenen und vielfach ungesehen vonstattengeht. Stefan Böschen (Prof. für das Lehrgebiet „Technik und Gesellschaft“ an der RWTH Aachen) verleiht der Einschätzung Ausdruck, dass die prozessorientierte Weiterentwicklung feldtheoretischer Ansätze nach Bourdieu die Forscher dem Anspruch einer feinkörnigeren Gegenwartsanalyse zum Zwecke der „reflexiven Responsibilisierung“ näherbringt.

## Entstehungsgeschichte der Sustainability Science
Der folgende Text vom Forum on Science and Technology for Sustainability (Harvard University) gibt einen Einblick in die Entstehungsgeschichte der „Sustainability Science“.
„The world’s present development path is not sustainable. Efforts to meet the needs of a growing population in an interconnected but unequal and human-dominated world are undermining the Earth’s essential life-support systems. … Meeting fundamental human needs while preserving the life-support systems of planet Earth will require a world-wide acceleration of today’s halting progress in a transition toward sustainability....
Above all, a response has begun to emerge from science itself and the growing recognition across many disciplines of the need for synthesis and integration – needs that are being reflected in many new multidisciplinary research efforts and institutions. These various scientific efforts to promote the goals of a sustainability transition – meeting human needs while preserving the life support systems of the earth – are leading to the emergence of a new field of sustainability science.“

## Studienmöglichkeiten
in Deutschland:
- Cusanus Hochschule für Gesellschaftsgestaltung
  - Ökonomie – Nachhaltigkeit – Transformation (B.A.)
  - Ökonomie – Nachhaltigkeit – Gesellschaftsgestaltung (M.A.)
  - Ökonomie – Verantwortung – Institutionsgestaltung (M.A.)
- Fachhochschule Dortmund
  - Soziale Nachhaltigkeit und demografischer Wandel (M.Sc.)
- Alanus Hochschule für Kunst und Gesellschaft
  - Nachhaltiges Wirtschaften (B.A.)
- ESCP Europe Wirtschaftshochschule Berlin
  - International Sustainability Management (M.Sc.)
- Hochschule Bielefeld
  - Sozialwissenschaftliche Transformationsstudien (M.A.)[17]
- Hochschule Bochum
  - Nachhaltige Entwicklung (B.Sc. und M.Sc.)
  - Angewandte Nachhaltigkeit (M.Sc.)
- Hochschule Mittweida – Institut für Technologie und Wissenstransfer
  - Fernstudium (mit Präsenzanteilen) Nachhaltigkeit in gesamtwirtschaftlichen Kreisläufen (M.Eng.)
- Hochschule Pforzheim – Institut für Industrial Ecology
  - Master Life Cycle and Sustainability
- Hochschule Albstadt-Sigmaringen
  - Sustainability Studies (M.Sc.), projektorientierter und interdisziplinärer Studiengang[18]
- Rheinland-Pfälzische Technische Universität Kaiserslautern-Landau – Distance & Independent Studies Center (DISC)
  - Nachhaltige Entwicklungszusammenarbeit (M.A.)
- Universität Hohenheim
  - Sustainability & Change (B.Sc.)
- Universität Oldenburg
  - Nachhaltigkeitsökonomik (B.Sc.)
  - Sustainability Economics and Management (M.A.)
- Universität Wuppertal
  - Sustainability Management (M.Sc.)
- Technische Universität München
  - Sustainable Resource Management (M.Sc.)
  - Sustainable Management and Technology (B.Sc. und M.Sc.)
- Universität Kassel
  - Nachhaltiges Wirtschaften (M.Sc.)
  - Nachhaltigkeitsstudien (Nebenfach im Bachelor)
  - Sustainable International Agriculture (M.Sc.)
  - Umweltingenieurwesen (B.Sc. und M.Sc)
- Christian-Albrechts-Universität zu Kiel
  - Sustainability, Society and the Environment (M.Sc.)
- Universität Hamburg
  - Innovation, Business and Sustainability (M.Sc.)
- Leuphana Universität Lüneburg
  - Sustainability Science: Ecosystems, Biodiversity and Society (M.Sc.)
  - Sustainability Science: Entrepreneurship, Agency and Leadership (M.A.)
  - Sustainability Science: Governance and Law (M.A.)
  - Sustainability Science: Resources, Materials and Chemistry (M.Sc.)[19]
  - Nachhaltigkeitsmanagement – Sustainability Management (MBA)
  - Umweltwissenschaften (B.Sc.)
  - Global Environmental and Sustainability Studies (B.Sc.)
- Universität Bayreuth
  - Global Change Ecology im Rahmen des Elitenetzwerks Bayern (M.Sc.)
- Beuth Hochschule für Technik Berlin in Kooperation mit der Hochschule für Wirtschaft und Recht Berlin
  - Wirtschaftsingenieur Umwelt und Nachhaltigkeit (B.Eng.)
- Steinbeis-Hochschule Berlin
  - Master in Responsible Management (M.A.)
- Hochschule für nachhaltige Entwicklung Eberswalde
  - Master Global Change Management (M.Sc.)
  - Master Regionalentwicklung und Naturschutz (M.Sc.)
  - Master Strategisches Nachhaltigkeitsmanagement (M.A.)
- Universität Greifswald
  - Nachhaltigkeitsgeographie (M.Sc.)
- Hochschule Darmstadt
  - Master-Studiengang RASUM (Risk Assessment and Sustainability Management)
  - Doktor der Nachhaltigkeitswissenschaften (Doctor of Sustainable Sciences, Dr. rer. sust.)[20]
- Georg-August-Universität Göttingen
  - Sustainable and International Agriculture (M.Sc.)
  - Zertifikatsprogramm „Transformative Landnutzungsforschung“
- Hochschule Bonn-Rhein-Sieg
  - Nachhaltige Sozialpolitik (B.A.)
  - Nachhaltige Ingenieurwissenschaft (B.Eng. – auch kooperativ)
  - Materials Science and Sustainability Methods (M.Sc.)
- Julius-Maximilians-Universität Würzburg
  - Informatik und Nachhaltigkeit (B.Sc.)[21]
  - Sozialwissenschaftliche Nachhaltigkeitsforschung (M.A.)[22]
- Hochschule für Wirtschaft und Recht Berlin
  - International Sustainability Management (B.Sc.)
- Rheinische Friedrich-Wilhelms-Universität Bonn

in Österreich:
- Universität Innsbruck
  - Geographie: Globaler Wandel – regionale Nachhaltigkeit (M.Sc.)

in der Schweiz:
- Universität Basel
  - Sustainable Development (M.Sc.)
- Universität Bern
  - Forschungsstelle Digitale Nachhaltigkeit betreut Master- und Bachelorarbeit zu Forschungsthemen Open Source Software, Open Data, Linked Data, Open Government, ICT-Beschaffungen und Digitale Nachhaltigkeit.[23]

## Forschungsinstitute
Alphabetische Übersicht deutscher Forschungsinstitute
1. Alfred-Wegener-Institut, Bremerhaven
2. artec Forschungszentrum Nachhaltigkeit, Universität Bremen
3. Borderstep Institut für Innovation und Nachhaltigkeit gGmbH, Berlin
4. Center for Global Studies (CGS), Universität Bonn
5. Centre for Sustainability Management (CSM), Universität Lüneburg
6. Centre of Research for Society and Sustainability (CeSSt), Hochschule Fulda
7. Clausthaler Umwelttechnik Forschungszentrum (CUTEC), TU Clausthal
8. Deutsch-Französisches Institut für Umweltforschung (DFIU), Karlsruher Institut für Technologie
9. Deutsches Biomasseforschungszentrum gGmbH, Leipzig
10. Ecologic Institut gGmbH, Berlin
11. European Institute for Energy Research (eifer), Karlsruher Institut für Technologie
12. Forschungsinstitut für biologischen Landbau Deutschland (FiBL Deutschland) e. V., Frankfurt am Main
13. Forschungsstelle Nachhaltigkeit und Klimapolitik, Leipzig/Berlin
14. Fraunhofer-Institut für Umwelt-, Sicherheits- und Energietechnik (UMSICHT), Oberhausen
15. Helmholtz-Zentrum Potsdam – Deutsches GeoForschungsZentrum
16. Helmholtz-Zentrum für Ozeanforschung Kiel (GEOMAR)
17. German Institute of Development and Sustainability gGmbH, Bonn
18. Gesellschaft für Ökologie (GfÖ) e. V., TU Berlin
19. Helmholtz-Zentrum für Umweltforschung – UFZ, Leipzig
20. INFU Institut für Umweltforschung, TU Dortmund
21. Institut für Energie- und Klimaforschung Systemforschung und Technologische Entwicklung (IEK-STE), Forschungszentrum Jülich
22. Forschungsinstitut für pflanzenbasierte Ernährung (IFPE), Biebertal
23. Institut für Atmosphäre und Umwelt (IAU), Universität Frankfurt
24. Institut für Green Technology und Ländliche Entwicklung, Fachhochschule Südwestfalen
25. Institut für Landschaftsökologie und Ressourcenmanagement, Universität Gießen
26. Institut für ökologische Wirtschaftsforschung (IÖW) gGmbH, Berlin
27. Institut für sozial-ökologische Forschung (ISOE) gGmbH, Frankfurt am Main
28. Institut für Technikfolgenabschätzung und Systemanalyse (ITAS), Karlsruher Institut für Technologie
29. Forschungsinstitut für Nachhaltigkeit, Potsdam
30. Institut für Umweltkommunikation (INFU), Universität Lüneburg
31. Institut für Umweltsystemforschung (IUSF), Universität Osnabrück
32. Internationales Zentrum für Nachhaltige Entwicklung (IZNE), Hochschule Bonn-Rhein-Sieg
33. Institut für Zukunftsstudien und Technologiebewertung (IZT) gGmbH, Berlin
34. Öko-Institut e. V., Freiburg im Breisgau
35. Potsdam-Institut für Klimafolgenforschung (PIK)
36. Wuppertal Institut für Klima, Umwelt, Energie gGmbH
37. Zentrum für interdisziplinäre Nachhaltigkeitsforschung (ZIN), Universität Münster